# Oxid cesný
Oxid cesný (Cs2O) je sloučenina cesia, které je v něm přítomno v oxidačním stavu I. Je to oranžová krystalická látka.

## Reakce
Je anhydridem hydroxidu cesného, který vzniká jeho reakcí s vodou:
Cs2O + H2O → 2 CsOH
Redukcí hořčíkem lze připravit kovové cesium:
Cs2O + Mg → 2 Cs + MgO